# Coptidium lapponicum
Coptidium lapponicum là một loài thực vật có hoa trong họ Mao lương. Loài này được (L.) Tzvelev mô tả khoa học đầu tiên năm 1994.